# Непостроенные станции Московского метрополитена
Непостроенные станции Моско́вского метрополите́на — остановочные пункты Московского метрополитена, запланированные в разное время к постройке, но по тем или иным причинам не воплощённые в жизнь.

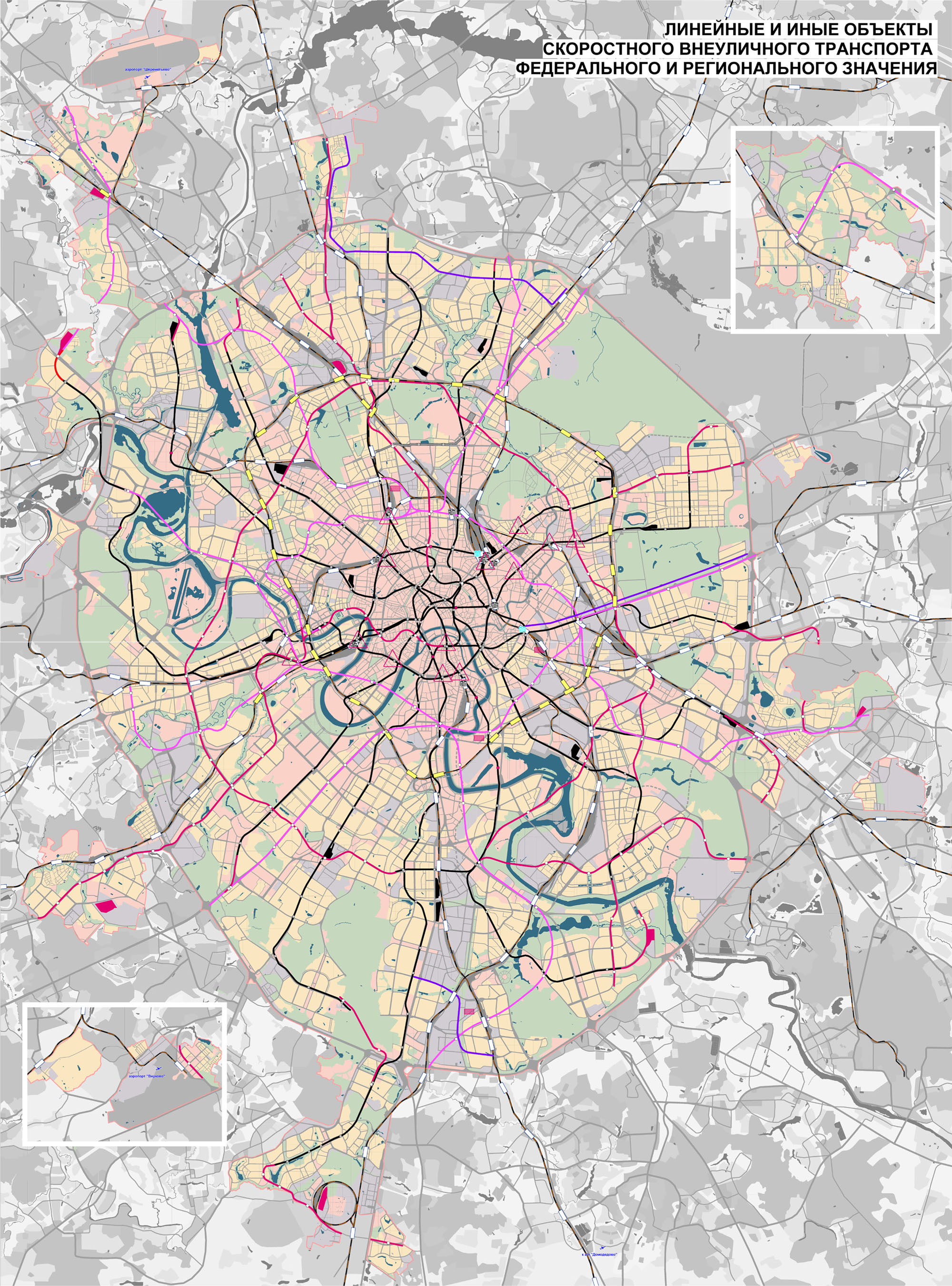
Устаревший генеральный план развития метрополитена до 2037 года (2019 год).

Летом — осенью 2011 года в галерее «Метро» проходила выставка «Метро, которого нет», посвящённая неосуществлённым метропроектам.

## Сокольническая линия
«Ярославское шоссе» — планировавшаяся станция на перегоне «Бульвар Рокоссовского» — «Ярославское шоссе» в конце 1980-х — начале 1990-х годов в районе МГСУ. Проект был закрыт после образования охранной зоны национального парка «Лосиный остров» и за отсутствием технологических решений, способных провести проходку тоннелей под лесом без вреда его экологии.
«Богоро́дское» — планировавшаяся станция на перегоне «Бульвар Рокоссовского» — «Ярославское шоссе» в конце 1980-х — начале 1990-х годов в одноимённом районе. Должна была быть построена под Ивантеевской улицей между пересечениями со 2-м и 3-м проездом Подбельского.
«Коло́дезная» — планировавшаяся станция на перегоне «Сокольники» — «Преображенская площадь» в конце 1950-х — начале 1960-х годов в районе одноимённой улицы.
«Лужнико́вская» — проектом пятой очереди строительства Московского метрополитена на Фрунзенском радиусе было предусмотрено пять станций глубокого заложения: «Фрунзенская», «Усачёвская», «Лужниковская», «Ленинские горы» (с выходом на Воробьёвское шоссе и тоннелем под Москвой-рекой), «Университет» (вероятно, также должна была располагаться в другом месте). Строительство этого участка началось в 1953 году, однако в связи с принятым 23.12.1954 постановлением Совета министров СССР о строительстве Большого московского стадиона проект был изменён до существующего варианта — с отказом от станции «Лужниковская», строительством метромоста со станцией «Ленинские горы» и станцией «Университет» на проспекте Вернадского. Вот как вспоминают это ветераны Метростроя:
...СМУ-2 готовилось к сооружению станции «Лужниковская» и проходке под Москвой-рекой на юго-запад. Более полутора лет проработал там Гликин: были установлены душкомбинат, котельная, склады, мехцех, были пройдены ствол, околоствольные выработки. И тут по приказу «сверху» начальник СМУ-2 Ф. И. Кузьмин распорядился ликвидировать всю стройплощадку и забутить околоствольные выработки и ствол. Эта территория отводилась под стадион им. Ленина. Пришлось приступить к освоению очередной стройплощадки, под станцию «Ленинский проспект».
Располагаться станция должна была на улице Малые Лужники, которая находилась западнее места, где была построена Большая спортивная арена.

«Халту́ринская» — планировавшаяся станция на перегоне «Преображенская площадь» — «Черкизовская» в конце 1950-х — начале 1960-х годов в районе одноимённой улицы.
«Хова́нская» — проектировавшаяся станция Сокольнической линии между станциями «Филатов Луг» и «Прокшино» рядом с рекой Сосенкой. Исключена из проекта продления линии.
Ответвление в Метрогородок от станции «Преображенская площадь» — одна или несколько станций, строительство которых предполагалось в районах Богородское и Метрогородок в 1970-е годы. Одна из станций в итоге была построена как «Улица Подбельского» в 1990 году при совсем другой трассировке линии.

## Замоскворецкая линия
«Бега́» — нереализованная станция на пущенном в 1938 году первом участке Горьковско-Замоскворецкой (ныне — Замоскворецкой) линии Московского метрополитена, от которой было решено отказаться в целях экономии и ускорения строительства линии. Отказ от постройки станции привёл к улучшению скоростных характеристик Замоскворецкой линии, а на перегоне «Белорусская» ― «Динамо» находится единственный участок в метро, где поездам разрешено разгоняться до конструкционной скорости 100 км/ч (при максимально допустимой АЛС-АРС 80 км/ч).
Станция предусматривалась на перегоне между станциями «Белорусско-Балтийский вокзал» (сооружена как «Белорусская») и «Стадион Динамо» (сооружена как «Динамо») первоначальным проектом линии, но в принятом Генеральном плане Москвы 1935 года не вошла в число необходимых объектов.
Станция предназначалась для обслуживания Московского ипподрома и должна была располагаться на пересечении Ленинградского проспекта и Беговых улицы и аллеи.
«Вишняко́вский переу́лок» — нереализованная станция на пущенном в 1943 году втором участке Горьковско-Замоскворецкой (ныне — Замоскворецкой) линии Московского метрополитена, от которой было решено отказаться в целях экономии и ускорения строительства линии.
Станция предусматривалась на перегоне между станциями «Климентовский переулок» (сооружена как «Новокузнецкая») и «Павелецкий вокзал» (сооружена как «Павелецкая») первоначальным проектом линии, но в принятом Генеральном плане Москвы 1935 года не вошла в число необходимых объектов.
Станция должна была располагаться на пересечении одноимённого переулка и Новокузнецкой улицы.
«Дербе́невская» — нереализованная станция на пущенном в 1943 году втором участке Горьковско-Замоскворецкой (ныне — Замоскворецкой) линии Московского метрополитена, между станциями «Павелецкая» и «Автозаводская». Должна была располагаться чуть севернее пересечения одноимённой улицы и Жукова проезда в Москворецком (ныне — Даниловском) районе. Строительство станции как таковой не было начато, но на этом месте, помимо сбойки между путевыми тоннелями, был также сооружён наклонный ход нестандартной ширины с выходом на поверхность.
«Левобере́жная» — нереализованная станция Замоскворецкой линии, планировавшаяся за станцией «Ховрино» в Левобережном микрорайоне Химок около одноимённой платформы, однако впоследствии от неё отказались в связи с тем, что техническая зона оборотных тупиков «Ховрино», реализованная в 2017 году, не позволила безопасно спроектировать дальнейшее возможное продление. Вместо неё в 2020 году открыт остановочный пункт «Ховрино» с организацией наземной пересадки на станцию метро «Ховрино».
«Ленинградская (Окружная)» — проектировавшаяся в 1950-е — 1960-е годы станция Замоскворецкой линии. Она планировалась к открытию в составе участка «Сокол» — «Речной вокзал» и должна была располагаться рядом с бывшей одноимённой железнодорожной платформой.
«Москворе́цкая» — нереализованная станция на пущенном в 1943 году втором участке Горьковско-Замоскворецкой (ныне — Замоскворецкой) линии Московского метрополитена, от которой было решено отказаться в целях экономии и ускорения строительства линии и ввиду сложности сооружения.
Станция предусматривалась на перегоне между станциями «Площадь Свердлова» (ныне «Театральная») и «Климентовский переулок» (сооружена как «Новокузнецкая») первоначальным проектом линии, но в принятом Генеральном плане Москвы 1935 года не вошла в число необходимых объектов.
Станция планировалась в историческом районе Зарядье у одноимённой набережной Москвы-реки.
После сноса гостиницы «Россия» и в связи с началом строительства на её месте нового многофункционального комплекса возникли предложения о необходимости сооружения станции. Но на перегоне задела под станцию не существует, а строительство станции на имеющемся слишком большом уклоне трассы (19 тысячных) невозможно (для станций допускаются уклоны от 0 до 5 тысячных), так что строительство станции станет возможным только при условии полной перестройки тоннелей метро.
«Сове́тская (Моссовет)» — нереализованная станция на пущенном в 1938 году первом участке Горьковско-Замоскворецкой (ныне — Замоскворецкой) линии Московского метрополитена, от которой было решено отказаться в целях экономии и ускорения строительства линии и ввиду сложности сооружения.
В 1934 году эта станция была исключена из проекта Горьковского радиуса, а строившиеся перегонные тоннели в этом месте получили совершенно отличный от станционной площадки профиль — уклон в 23 тысячных. Позже в том месте, где планировалась станция «Советская» (в районе одноимённой площади, под зданием Моссовета), по личному распоряжению Иосифа Сталина был построен бункер штаба Гражданской обороны Москвы. По словам диггеров, с перегона между станциями «Тверская» и «Театральная» на так называемую «Советскую» можно попасть «через две сбойки справа по 2-му пути в сторону «Театральной» перед правой кривой».
Станция должна была располагаться под Советской площадью (ныне Тверская площадь) примерно под памятником Юрию Долгорукому с выходом к Тверской улице, Тверскому проезду и Столешникову переулку.
Ответвление в Тушино от станции «Войковская» — одна или несколько станций, строительство которых предполагалось в районе Тушино. Тоннели первого перегона данного участка должны были строиться под Химкинским водохранилищем. В начале 1960-х были построены заделы под съезды на ответвление, однако проект строительства был отклонён, скорее всего по причине его дороговизны. В итоге, в Тушино была продлена Таганско-Краснопресненская линия, а идея соединения обоих берегов водохранилища будет воплощена в проектируемой канатной дороге.

## Арбатско-Покровская линия
«Баку́нинская у́лица» — нереализованная станция на пущенном в 1944 году втором участке Арбатско-Покровской линии Московского метрополитена, от которой было решено отказаться в целях экономии и ускорения строительства линии.
Станция предусматривалась на перегоне между станциями «Спартаковская» (сооружена как «Бауманская») и «Электрозавод» (сооружена как «Электрозаводская») первоначальным проектом линии, но в принятом Генеральном плане Москвы 1935 года не вошла в число объектов ближней перспективы.
Станция должна была быть расположена под одноимённой улицей в районе Переведеновского переулка перед Казанским направлением Московской железной дороги.
«Горо́ховская у́лица» — нереализованная станция на пущенном в 1944 году втором участке Арбатско-Покровской линии Московского метрополитена, от которой было решено отказаться в целях экономии и ускорения строительства линии.
Станции «Гороховская улица» и последующая за ней «Площадь Баумана» (также нереализованная) предусматривались на перегоне между станциями «Курская» и «Спартаковская» (сооружена как «Бауманская») первоначальным проектом линии, но в принятом Генеральном плане Москвы 1935 года не вошли в число объектов ближней перспективы.
Станция должна была быть расположена в районе одноимённой улицы (ныне — улица Казакова).
«Минская» — планировавшаяся станция Арбатско-Покровской линии. Предусматривалась на перегоне между станциями «Парк Победы» и «Славянский бульвар». Должна была располагаться под Кутузовским проспектом на пересечении с Минской улицей. В итоге станция с таким названием была построена на Солнцевской линии. Решение о бессрочной консервации шахтного ствола на месте непостроенной станции принято в 2020 году.
«Миро́новская у́лица» — нереализованная станция на пущенном в 1944 году втором участке Арбатско-Покровской линии Московского метрополитена, от которой было решено отказаться в целях экономии и ускорения строительства линии.
Станция предусматривалась на перегоне «Семёновская» — «Партизанская» первоначальным проектом линии, но в принятом Генеральном плане Москвы 1935 года не вошла в число объектов ближней перспективы.
Станция должна была быть расположена на пересечении одноимённой и Ткацкой улиц.
«Пло́щадь Ба́умана» — нереализованная станция на пущенном в 1944 году втором участке Арбатско-Покровской линии Московского метрополитена, от которой было решено отказаться в целях экономии и ускорения строительства линии.
Станции «Площадь Баумана» и предшествующая ей «Гороховская улица» (также нереализованная) предусматривались на перегоне между станциями «Курская» и «Спартаковская» (сооружена как «Бауманская») первоначальным проектом линии, но в принятом Генеральном плане Москвы 1935 года не вошли в число объектов ближней перспективы.
Станция должна была быть расположена под началом Спартаковской улицы между слиянием в площадь Разгуляй Старой Басманной (тогда — Карла Маркса) и Новой Басманной улиц и Елоховской площадью (тогда — Бауманской площадью).
«Покро́вские воро́та» — нереализованная станция на пущенном в 1938 году участке Арбатско-Покровской линии Московского метрополитена, для которой был создан задел, но от которой было решено отказаться в целях экономии и ускорения строительства линии.
Станции «Покровские ворота» и предшествующая ей «Хмельницкая» (изначально «Ильинские ворота») предусматривались на перегоне между станциями «Площадь Революции» и «Курская» первоначальным проектом линии, но в принятом Генеральном плане Москвы 1935 года не вошли в число объектов ближней перспективы.
Станция должна была быть расположена в районе площадей Покровские ворота и Хохловской, где сходятся улица Покровка, Чистопрудный и Покровский бульвары.
«Рождествено» — отменённая конечная станция Арбатско-Покровской линии Московского метрополитена, которая должна была располагаться за станцией «Пятницкое шоссе» и за строящимся электродепо «Митино» в одноимённом коттеджном посёлке. Место изначально планировавшейся станции «Рождествено» в результате заняла станция «Пятницкое шоссе», таким образом перспективы строительства станции «Рождествено» стали фактически нулевыми. Никакие работы по сооружению станции не ведутся и в ближайшей перспективе не планируются. Построенные в 1990-х заделы для ответвления линии до станции были засыпаны в ходе строительства депо.
«Троице-Лыково» — отменённая станция Арбатско-Покровской линии Московского метрополитена на участке «Крылатское» — «Строгино», пущенном в 2008 году.
«Хмельницкая» — планируемая станция Арбатско-Покровской линии Московского метрополитена на участке «Площадь Революции» — «Курская», пущенном в 1938 году.
Станции «Маросейка» (изначально «Ильинские ворота», позднее — «Хмельницкая») и следующая за ней «Покровские ворота» (также нереализованная) предусматривались на перегоне между станциями «Площадь Революции» и «Курская» первоначальным проектом линии, но в принятом Генеральном плане Москвы 1935 года не вошли в число объектов ближней перспективы в целях экономии и ускорения строительства линии по срокам.
Станция должна была составлять пересадочный узел со станцией «Китай-город» Калужско-Рижской и Таганско-Краснопресненской линий. Вплоть до конца 1990-х годов фантомную станцию пытались отобразить как строящуюся на неофициальных и рекламных схемах метро. В настоящее время технически возможна организация маршрута наземной пересадки между восточным вестибюлем станции метро «Площадь Революции» и северным вестибюлем «Китай-города», однако её реализация пока не планируется.

## Филёвская линия

### Ответвление 4А
«Дорогомиловская» — станция Филёвской линии Московского метрополитена, строительство которой предполагалось в районе слияния Большой Дорогомиловской улицы и Кутузовского проспекта, у площади Дорогомиловская застава, между станциями «Деловой центр» и «Киевская», однако впоследствии было решено от неё отказаться. Не следует путать с проектируемой одноимённой станцией на Калининско-Солнцевской линии.

### «Основная» линия
«Рабочий посёлок» — проектировавшаяся с конца 1950-х по 1970-е годы станция Филёвской линии. В разных вариантах должна была располагаться за станцией «Кунцевская» при продлении линии на запад или на ответвлении от неё.

## Кольцевая линия
«Российская» — станция Кольцевой линии, строительство которой предполагалось между станциями «Киевская» и «Краснопресненская» на оставленном в 1950-х годах заделе длиной в 130 м примерно под сегодняшней площадью Свободной России. Изначально было запланировано, что станция должна иметь пересадку на перспективную линию от Калининского радиуса — по нынешним планам на станцию «Дорогомиловская» проектирующегося центрального участка Калининско-Солнцевской линии. В перечне 70 станций, намеченных к строительству в течение 8 лет (2013—2020), «Российская» не значится. Станция должна была быть глубокого заложения, скорее всего пилонной. От проекта станции отказались в 2017 году.
«Ульяновская» («Золоторожская») — станция Кольцевой линии, строительство которой предполагалось на оставленном в 1950-х годах заделе между станциями «Курская» и «Таганская» для организации пересадки на перспективную железнодорожную линию, соединяющую Ярославское и Горьковское направления МЖД. В современных планах ни на ближнюю, ни на дальнюю перспективу эта станция не значится. В любом случае, станция должна быть глубокого заложения, скорее всего пилонной.

## Калужско-Рижская линия
«Лосиноостровская» — станция Калужско-Рижской линии Московского метрополитена, строительство которой в 1970-х предполагалось вблизи одноимённой железнодорожной станции, на ответвлении от станции «Свиблово». Были построены заделы под съезды на ответвления, однако от строительства станции отказались ввиду большой загрузки Рижского радиуса.
«Челобитьево» — станция Калужско-Рижской линии Московского метрополитена, планировавшаяся к строительству после 1980 года в деревне Челобитьево (Мытищи) в Московской области севернее станции «Медведково». Планы по продлению линии на север существовали длительное время, в 1992—1993 гг. станция «Челобитьево» отображалась на некоторых картах в вагонах метро как строящаяся. В марте 2016 года власти Москвы объявили о переносе сроков проектирования станции за 2019 год. В апреле того же года было решено отказаться от строительства станции. В августе 2017 года появилась информация, что станция всё же будет построена, открытие состоится после 2020 года, а проектирование участка должно было начаться после 2019 года. В итоге, 15 мая 2019 года по итогам совещания по развитию Центрального транспортного узла у заместителя председателя Правительства России М. А. Акимова, от строительства этой станции было решено отказаться, как и от любых других, расположенных на территории Московской области. Вместо этого к 2025 году был запланирован запуск линии МЦД-5, которая должна была связать северо-восток (включая Мытищи) с югом Москвы. Позже было объявлено, что к вопросу о проектировании станции «Челобитьево», а также ещё одной — «Мытищи» — вернутся после 2023 года. Однако принятая в конце 2023 года программа Московского метрополитена не предусматривает строительство станции метро на территории города Мытищи. На 2024-й год проектирование станции заморожено.
«Якиманка» — станция Калужско-Рижской линии Московского метрополитена, планировавшаяся в 1980-х между станциями «Третьяковская» и «Октябрьская» и которая должна была иметь пересадку на станцию «Полянка» Серпуховско-Тимирязевской линии. Однако точные сроки строительства определены не были, а после 2005 года вероятность такого строительства ещё сильнее снизилась, так как предназначенную для этого шахту ликвидировали — на её месте возведён жилой комплекс «Евгений Онегин». Метрогипротранс сообщил, что задела станции на данный момент не существует. От строительства станции отказались.

## Таганско-Краснопресненская линия
«Бутаковская» — планировавшаяся станция Таганско-Краснопресненской линии. Должна была располагаться в районе улицы Свободы. В настоящее время строительство станции не планируется, хотя в перспективе технически возможно продление линии в сторону области.
«Военное поле» — планировавшаяся станция на перегоне «Полежаевская» — «Октябрьское поле» для пересадки на Малое кольцо Московской железной дороги. Для станции оставлен задел в виде прямого участка путей.
Ответвление в Серебряный Бор от станции «Полежаевская» — одна или несколько станций, строительство которых предполагалось в районе Хорошёво-Мнёвники, а также на территории парка «Серебряный Бор». Движение до станций планировалось осуществлять от третьего пути станции «Полежаевская». Были построены заделы под съезды на ответвления, однако проект строительства был всё же отклонён по неизвестным причинам. Скорее всего, из-за большой загрузки Краснопресненского радиуса или отсутствия экологического решения при строительстве на территории парка. В данный момент в этом районе открыты станции Большой кольцевой линии и начаты подготовительные работы к проходке первого тоннеля РАЛ между «Народным Ополчением» и «Бульваром Карбышева» в виде участков с двумя пересадками между собой, реализующих концепцию бывшего проекта ответвления. Сохранена техническая возможность превращения тупика в служебную соединительную ветвь.
«Угрешская» — планировавшаяся станция на перегоне «Волгоградский проспект» — «Текстильщики» в конце 1950-х — начале 1960-х годов для пересадки на Малое кольцо Московской железной дороги. Компенсирована вводом 16-минутной наземной пересадки с МЦК «Угрешская» на станцию метро «Волгоградский проспект».

## Калининская линия
«Николо-Архангельская» — планировавшаяся станция Калининской линии Московского метрополитена в городском округе Балашиха Московской области вблизи Николо-Архангельского кладбища. Станцию планировалось открыть в составе участка «Новокосино» — «Руднёво». Однако на оперативном совещании у мэра Москвы Сергея Собянина в конце февраля 2011 года строительство метро от станции «Новокосино» в сторону Кожухова было признано нецелесообразным, хотя технически возможно продление линии в Никольско-Архангельский.
«Реутово» — станция метро в подмосковном Реутове, которую в период с 1960—1961 годов до 1989 года планировалось построить у платформы Реутово. Должна была быть следующей станцией после станции «Новогиреево». Этот проект не был реализован, но построена станция «Новокосино», два наземных вестибюля которой выходят к окраине Реутова.

## Солнцевская линия
«Востряко́во» — планировавшаяся в изначальном проекте станция Солнцевской линии между «Озёрной» и «Терёшково» (сооружена как «Говорово»). Станцию предполагалось разместить у пересечения Боровского шоссе и Домостроительной улицы, а «Терёшково» — у пересечения шоссе и улицы Главмосстроя. В 2013 году станция была исключена из проекта, а «Терёшково» перенесли восточнее, между улицей 50 лет Октября и проектируемым проездом № 6055.
«Мосфильмовская» — планировавшаяся в одном из вариантов трассировки Солнцевской линии между «Минской» и «Ломоносовским проспектом». Станция должна была располагаться под улицей Улофа Пальме и Университетским проспектом на пересечении с Мосфильмовской улицей. По генеральному плану развития Москвы до 2025 года, маршрут Солнцевского радиуса проходил вдоль Минской улицы с поворотом на Мичуринский проспект.

## Центральный участок Калининско-Солнцевской линии
«Кадашёвская» — планировавшаяся станция Калининско-Солнцевской линии Московского метрополитена на западной оконечности острова Балчуг, между Болотной площадью и памятником Петру I. Согласно проекту, станция — пилонная глубокого заложения, должна была иметь два выхода: в проектируемый подземный торговый центр, который расположится под Болотной площадью, и в створ Патриаршего моста, который пересекает Москву-реку в районе храма Христа Спасителя. Перегон между «Третьяковской» и «Кадашёвской» должен был составлять 950 м.
Предполагалось, что строительство станции будет происходить при участии частных инвесторов, поскольку для массового обслуживания населения такая станция бесперспективна. В 2012 году станция была исключена из планов по перспективному строительству.
«Конюшковская» («Площадь Свободы») — планировавшаяся станция Калининско-Солнцевской линии Московского метрополитена между «Плющихой» и «Трёхгоркой». Должна была располагаться под одноимённой улицей. Проектировалась с возможностью пересадки на перспективную станцию «Российская» на Кольцевой линии. В связи с изменением трассировки линии заменена на «Дорогомиловскую» на противоположном берегу Москвы-реки.
«Трёхго́рка» — планировавшаяся станция Калининско-Солнцевской линии на Мантулинской улице вблизи Трёхгорной мануфактуры. Станция проектировалась как промежуточная, глубокого заложения. Именно для перспективной станции метро ещё в 1970-х годах был сооружён подземный переход под перекрёстком улиц Мантулинской и 1905 года. В связи с изменением трассировки линии станция строиться не будет.

## Серпуховско-Тимирязевская линия
Ответвление в Дегунино от станции «Петровско-Разумовская» — одна или несколько станций, строительство которых планировалось в Бескудниковском районе, Западном и Восточном Дегунино согласно Генеральному плану развития Москвы 1971 года. От строительства отказались по причине перегрузки Тимирязевского радиуса и недостатка финансирования. При проектировании Люблинско-Дмитровской линии трасса бывшего ответвления была передана в проект новой линии, и в его составе частично построена в 2018 году, а после продления её до станции «Физтех» полностью покрыла старый проект. Ответвление включало в себя станции «Марк», которая должна была располагаться возле одноимённой железнодорожной станции Савёловского направления, и «Дегунино».

## Люблинско-Дмитровская линия
«Дегунино (Дмитровское шоссе)» — планировавшаяся северная конечная станция Люблинско-Дмитровской линии под Дмитровским шоссе у примыкания Лобненской улицы в районе кинотеатра «Волга». Исключена из проекта продления линии, вместо неё после станции «Яхромская» построены станции «Лианозово» (рядом с одноимённой платформой Савёловского направления МЖД) и «Физтех» (на территории района Северный).
«НАТИ» — планировавшаяся станция Люблинско-Дмитровской линии на ответвлении от станции «Верхние Лихоборы», частично объединённой со служебной соединительной ветвью в депо «Лихоборы», проект которой появился в 2008 году. Ранее подобный проект никогда не рассматривался для Московского метрополитена. Первоначально станция предполагалась однопутной (аналогично бакинскому «Бакмилу»). Фактически, станция являлась тупиком ветви, отходящей от основной линии сразу за станцией «Верхние Лихоборы». Однако на Люблинско-Дмитровской линии образовывалось целых три возможных маршрута. При этом на участке линии от «Верхних Лихоборов» до «Селигерской» предполагалось строительство трёх групп камер съездов: для ответвления до станции «НАТИ», для служебной соединительной ветви в депо «Лихоборы» и для перспективного ответвления линии в Коровино.

## Большая кольцевая линия

### Маршрут 11А
«Мнёвники» — проектировавшаяся станция в составе первого пускового участка Большой кольцевой линии. Должна была располагаться на перегоне между станциями «Пресня» и «Хорошёвская» в районе промзоны между улицей Мнёвники, Звенигородским шоссе и путями Малого Кольца МЖД. Исключена из проекта в связи с изменением трассировки линии. Позднее данное наименование получила станция Большой кольцевой линии в составе участка «Хорошёвская» — «Мнёвники» (открытая 1 апреля 2021 года).
«Пресня» — проектировавшаяся станция Большой кольцевой линии. Решение о строительстве станции «Пресня» принято Постановлением Правительства Москвы № 564-ПП от 24 июня 2008 года. Станция должна была располагаться вблизи 1-го, 2-го и 3-го Силикатных проездов в историческом районе Пресня в центре жилого района «Олимпийская деревня» (не путать с Олимпийской деревней в Западном административном округе). Станция проектировалась глубокого заложения, должна была располагаться между станциями «Шелепиха» и «Хорошёвская». Планировалось, что станция будет облицована белым и красным мрамором. Однако 12 февраля 2011 года было объявлено, что в связи с расположением станции в промзоне, её строительство временно отменено. В 2016 году появились планы вернуться к проектированию станции при строительстве Рублёво-Архангельской линии, однако из итогового проекта строительства этого радиуса станция также была исключена. 12 октября 2019 года стало известно о её возвращении в проект, в начале 2021 года ей было присвоено проектное название «Звенигородская».

### Маршрут 11
«Москва-3» — проектировавшаяся станция Большой кольцевой линии. Станция должна была располагаться на перегоне между станциями «Рижская» и «Сокольники» для пересадки на одноимённую железнодорожную платформу Ярославского направления. От строительства станции отказались в связи с изменением трассировки линии. В составе проекта планировки зарезервирована техническая зона метрополитена для проектирования и сооружения в дальнейшем на трассе линии двух камер съездов, которые позволят построить на данном перегоне новую трассу со станцией «Москва-3» и с организацией пересадки с платформой Ярославского направления Московской железной дороги. В последних вариантах предлагается не сооружать станцию, а возвести надземный конкорс от станции метро «Рижская» к новым платформам станции «Москва-3».

## Бутовская линия
«Новокурьяново» — наземная крытая станция, планировавшаяся в деревне Новокурьяново рядом с одноимённым депо вблизи железнодорожного испытательного кольца в Щербинке. Планировалось построить станцию в 2016 году, однако от строительства станции (и расположенных перед ней станций «Чечёрский проезд» и «Улица Остафьевская») решено было отказаться в пользу строительства северной части Бутовской линии от станции «Улица Старокачаловская» до станции «Битцевский парк». Станция отсутствует в перспективах развития метрополитена до 2020 года, строительство станции не ведётся и в ближайших перспективах не планируется.
«Улица Чертановская» — рассматривался вариант продления Бутовской линии до станции «Битцевский парк» с этой станцией, но был отклонён. В результате линия пошла прямым маршрутом от «Улицы Старокачаловской» до «Лесопарковой» без этой станции.
«Чечёрский проезд» — станция, которая должна была быть расположена в районе Южное Бутово над одноимённым проездом, однако она и следующая за ней станция «Улица Остафьевская» были исключены из планов развития метрополитена до 2020 года. Строительство станции не ведётся и в ближайших перспективах не планируется.
«Улица Остафьевская» — станция, которая должна была быть расположена в районе Южное Бутово над пересечением одноимённой улицы и улицей Академика Семёнова, однако была исключена из планов развития Московского метрополитена до 2020 года. Строительство станции не ведётся и в ближайших перспективах не планируется.

## Некрасовская линия
«Самаркандский бульвар» — проектировавшаяся станция Некрасовской линии. Присутствовала на генплане Москвы 2010 года. Должна была быть построена под Волгоградским проспектом, вблизи его пересечения с Самаркандским бульваром, а также неподалёку от 138-го квартала Выхина и госпиталя № 2. Планировалось, что строительство станции начнётся в 2012 году, и она будет построена к 2015 году. В 2011 году в связи с изменением трассы линии от планов строительства этой станции отказались.

## Троицкая линия
«Ракитки» — (проектное название до 2019 года — «Воскресенское») — отменённая на стадии проектирования станция Московского метрополитена на Троицкой линии. Планировалось, что она расположится в поселении Десёновское Новомосковского административного округа вдоль Калужского шоссе близ одноимённого СНТ на территории деревни Десна, по которому и получила своё название. Открытие станции было запланировано в составе участка «Новомосковская» — «Троицк» в 2025-2026 году. Согласно проекту, должна была быть сооружена как наземная крытая станция с одной островной платформой. В утверждённом в июне 2023 года проекте первых четырёх станций линии метро от Коммунарки до Троицка станция уже отсутствовала. Вместо неё появилась в проекте станция «Летово». 